# Gonomyia nissoriana
Gonomyia nissoriana är en tvåvingeart som beskrevs av Alexander 1936. Gonomyia nissoriana ingår i släktet Gonomyia och familjen småharkrankar. Inga underarter finns listade i Catalogue of Life.